# Martin Hagen (Politiker, 1970)
Martin Hagen (* 28. November 1970 in West-Berlin) ist ein deutscher Politikwissenschaftler und politischer Beamter (Bündnis 90/Die Grünen). Seit dem 1. August 2020 amtiert er als Staatsrat beim Senator für Finanzen der Freien Hansestadt Bremen.

## Leben
Hagen besuchte ab 1977 Schulen in Oldenburg und legte 1990 das Abitur am Gymnasium Eversten Oldenburg ab. Nach dem Zivildienst begann er 1991 ein Studium der Politikwissenschaft und Germanistik an der Universität Hamburg, das er im Mai 1997 als Diplom-Politologe abschloss. Von 1997 bis 2001 war er wissenschaftlicher Mitarbeiter an der Universität Bremen in der Forschungsgruppe Telekommunikation und wurde 2001 mit seiner Arbeit „Ein Referenzmodell für Online-Transaktionssysteme im Electronic Government“ promoviert. Danach trat er in den bremischen Landesdienst ein und bekleidete mehrere Funktionen innerhalb der Finanzbehörde: Referent für E-Government; Leiter Stabsstelle für Zentrales IT-Management und E-Government; Abteilungsleiter Zentrales IT-Management, Digitalisierung öffentlicher Dienste. Zum 1. August 2020 folgte er als Staatsrat dem langjährigen Amtsinhaber Hans-Henning Lühr.
Seit 1994 ist Hagen Mitglied von Bündnis 90/Die Grünen. Er ist verheiratet und Vater von fünf Kindern.

## Publikationen (Auswahl)
- Elektronische Demokratie Computernetzwerke un.d politische Theorie in den USA, Hamburg Lit. 1997, 132 S., ISBN 978-3-8258-3378-7.
- Internet und Multimedia in der öffentlichen Verwaltung: Gutachten, mit Herbert Kubicek, Bonn, Friedrich-Ebert-Stiftung, 1999, 75 S., ISBN 978-3-86077-774-9.
- Ein Referenzmodell für Online-Transaktionssysteme im Electronic Government, Universität Bremen, Dissertation, 2001, 312 S., ISBN 978-3-87988-612-8.